# Route nationale 520c
La route nationale 520c ou RN 520c était une route nationale française reliant Entre-deux-Guiers à Saint-Pierre-d'Entremont.
À la suite de la réforme de 1972, elle a été déclassée en RD 520c.

## Ancien tracé d'Entre-deux-Guiers à Saint-Pierre-d'Entremont (D 520c)
- Entre-deux-Guiers
- Saint-Christophe-sur-Guiers
- Saint-Pierre-d'Entremont